# مخلفات التعدين

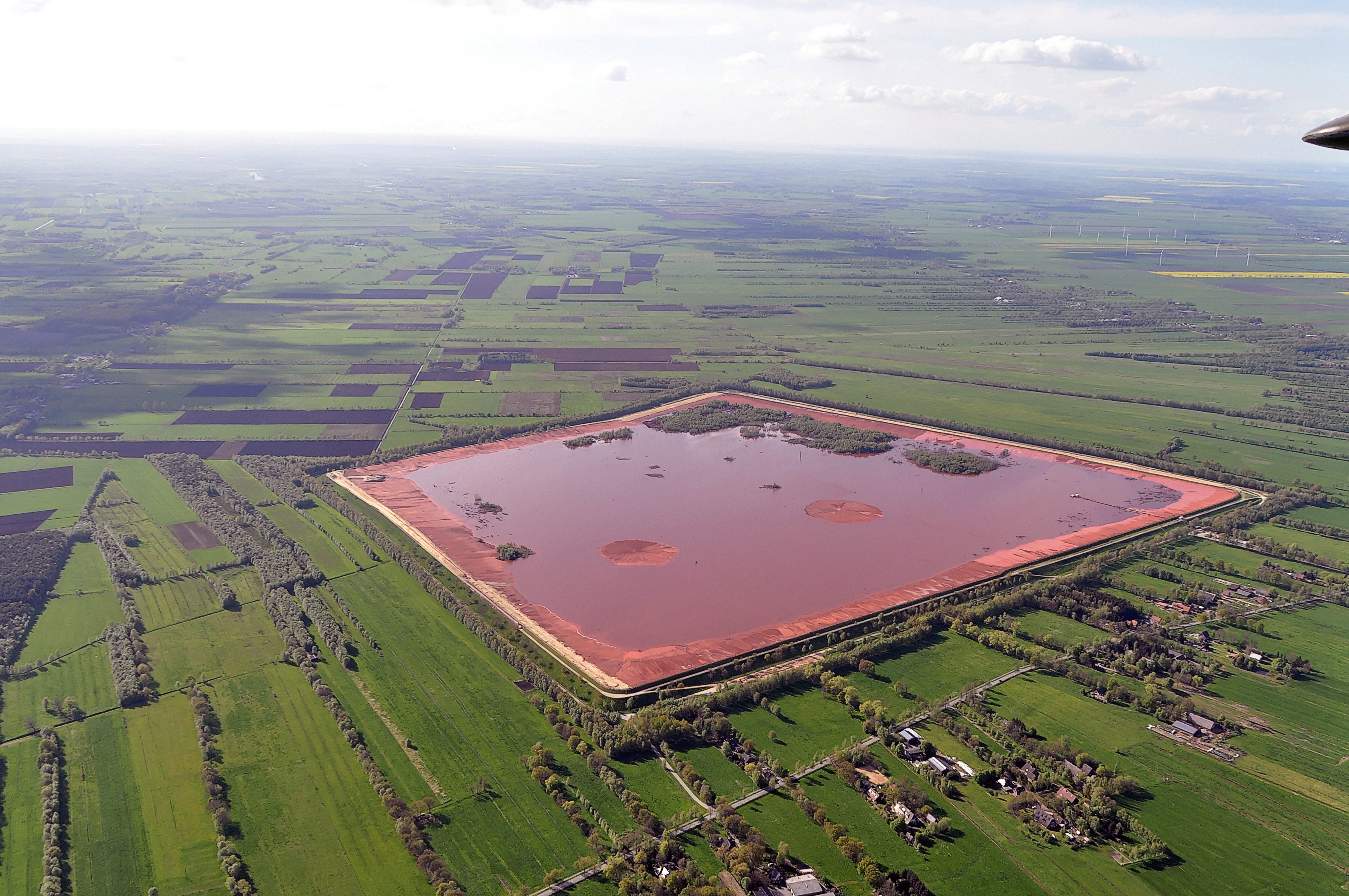
محلفات تعدين البوكسيت بالقرب من مدينة شتاده الألمانية.

مخلفات التعدين (أو الخوالف)، وهي المواد المتبقية بعد عملية فصل الأجزاء القيّمة عن الأجزاء غير الاقتصادية (الشوائب المعدنية) من المواد الخام. تختلف مخلفات التعدين عن الغطاء الفوقي، وهو المادة الصخرية أو الترابية التي تمتد فوق خامة أو جسم معدني وتجري إزاحتها أثناء التعدين دون أن تُعالج.
يجب التمييز بين مخلفات التعدين، وبين الغطاء الفوقي، إذ أن الأخير هو ما يوجد فوق الخامة قبل عمليات التعدين، أما مخلفات التعدين هي ما يتبقى بعد انتهاء العمليات.
قد تكون كمية مخلفات التعدين كبيرة، إذ تصل إلى حوالي 90–98 % في تعدين النحاس في بعض خاماته.
يمكن استخراج المعادن من الخام بطريقتين: التعدين بالجرف، الذي يستخدم الماء والجاذبية لتركيز المعادن الثمينة عبر ترسيبها، أو التنقيب الكهربائي، الذي يسحق الصخور التي تحتوي على الخام ثم يعتمد على التفاعلات الكيميائية لتجميع المواد المطلوبة. يتطلب استخراج المعادن من الخام بطريقة التنقيب الكهربائي، تفتيت الخام إلى جزيئات دقيقة لتسهيل استخراج العنصر / العناصر المستهدفة. تُصبح مخلفات التعدين نتيجة هذا التفتيت عبارة عن ردغة من الجسيمات الدقيقة، والتي يتراوح حجمها من حجم حبة الرمل إلى بضع ميكرومترات. تنتج مخلفات التعدين عادة من الطاحونة على هيئة رَدغة، وهو خليط من الجسيمات المعدنية الدقيقة والماء.

## الجانب الاقتصادي
لا تتخذ عمليات التعدين المبكرة في الغالب خطوات كافية لجعل مناطق مخلفات التعدين آمنة بيئيًا بعد إغلاقها. غالبًا ما تتضمن مناجم التعدين الحديثة، خاصة تلك الموجودة في المناطق ذات لوائح التعدين المتطورة جيدًا، وتلك التي تديرها شركات التعدين التي تتسم بالمسؤولية، إعادة التأهيل وإيقاف أنشطة مناطق مخلفات التعدين بشكل صحيح بالإضافة للتكاليف. على سبيل المثال، لا تتطلب مقاطعة كيبيك في كندا، تقديم خطة إغلاق فقط قبل بدء نشاط التعدين، ولكن تتطلب أيضًا إيداع ضمان مالي يساوي 100 % من تكاليف إعادة التأهيل المُقدّرة. غالبًا ما تكون سدود مخلفات التعدين أهم مسؤولية بيئية لمشروع التعدين.
قد تمتلك مخلفات مناجم التعدين قيمة اقتصادية في عزل الكربون بسبب المساحة السطحية المكشوفة الكبيرة للمعادن. الكبيره

## الاعتبارات البيئية ودراسات الحالة

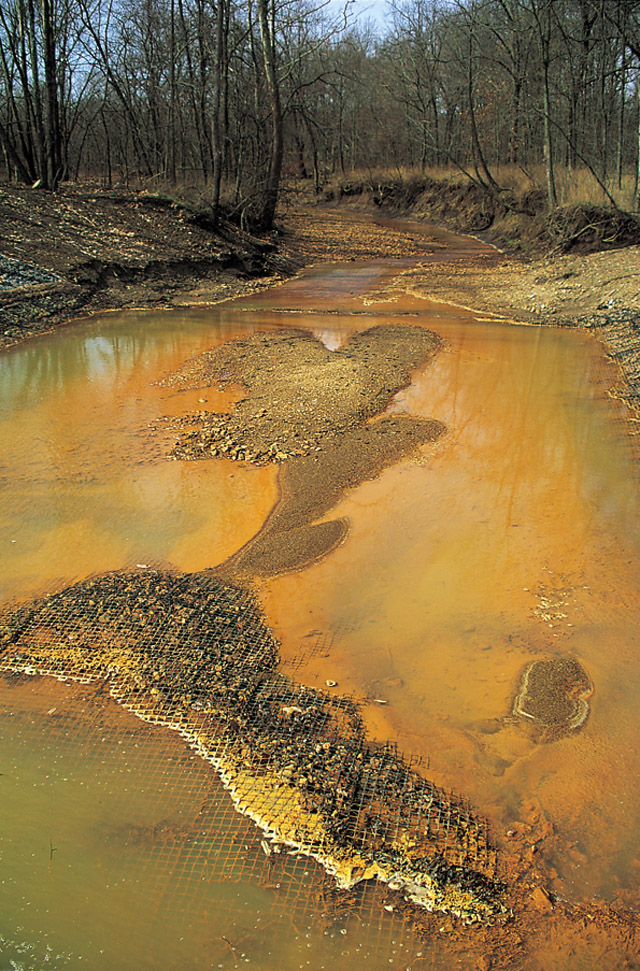
رواسب من هيدروكسيد الحديد

تتراوح نسبة شوائب مخلفات التعدين إلى خامات النحاس بين 90-98 %، وبين 20-50 % بالنسبة للمعادن الأخرى (الأقل قيمة). يمكن أن تتسبب المعادن والصخور المتروكة التي جرى تحريرها خلال عمليتي التعدين والمعالجة في الإضرار بالبيئة عن طريق إطلاق المعادن السامة (يُعد الزرنيخ والزئبق من المعادن المتهمة الرئيسية)، أو عن طريق تصريف حمض المناجم (عادة عن طريق التفاعل الميكروبي لخامات الكبريتيد)، أو عن طريق إتلاف الحياة البرية المائية التي تعتمد على المياه النقية (ضد العوالق).
يُعد إخفاق السدود المُخصصة للتعدين هو الخطر الأكبر لأحواض مخلفات التعدين، ومن أمثلة الإخفاقات الكُبرى المُعلن عنها في الولايات المتحدة هو إخفاق سد التجميع الطيني الناتج عن فيضان بوفالو كريك في ولاية فيرجينيا الغربية عام 1972، والذي قتل 125 شخصًا؛ وتشمل الانهيارات الأخرى كارثة أوك تيدي البيئية في غينيا الجديدة، والتي دمرت مسمكات نهر أوك تيدي. يحصل حادث واحد كبير بشكل وسطي في جميع أنحاء العالم يتعلق بسدود مخلفات التعدين كل عام. يمكن أن تكون أحواض مخلفات التعدين مصدرًا لتصريف أحماض المناجم، ما يخلق الحاجة إلى مراقبة المياه التي تمر عبر السدود المُخصصة للتعدين بشكل دائم ومعالجتها؛ عادة ما تبلغ تكلفة تنظيف مناجم التعدين عشرة أضعاف تكلفة تقديرات صناعة التعدين عندما يتعلق الأمر بتصريف حمض المناجم. يُعد تسرب السيانيد في بايا ماري عام 2000 وحادث مصنع أجكا ألومينا من الكوارث الأخرى الناجمة عن إخفاق سدود مخلفات التعدين.

## طرق التخزين
جرى التخلص من مخلفات التعدين بالطريقة الأكثر ملاءمة على مر التاريخ، مثل التخلص منها في مياه نهر جارية أو في المصارف. استُخدمت أحواض مخلفات التعدين بسبب المخاوف الناجمة عن ترسب هذه المواد في الماء وقضايا بيئية أخرى. يتمثل تحدي الاستدامة في إدارة الركام الصخري الناجم عن التعدين والشوائب المعدنية، في التخلص من تلك المواد، التي يجب أن تكون تكون خاملة، أو إن لم تكن خاملة مستقرة ومُحتواة، وذلك لتقليل مدخلات المياه والطاقة، وكمية النفايات الناتجة عن عملية التعدين والتحرك نحو إيجاد استخدامات بديلة.

### أحواض مخلفات التعدين وسدودها
تستخدم هذه السدود عادةً، التي تحدها الحواجز (الحاجز هو سد)، «المواد المحلية» بما في ذلك مخلفات التعدين نفسها، ويمكن اعتبارها جدران داعمة للسدود. يُعد التعامل مع ردغة مخلفات التعدين هو الخيار الوحيد تقليديًا لتخزين مخلفات التعدين. تُعتبر هذه الردغة تيار مخفف لمخلفات التعدين الصلبة في المياه التي أُرسلت إلى منطقة تخزين تلك المخلفات. يحتوي تصميم أحواض مخلفات التعدين الحديث على مجموعة من منتجات مخلفات التعدين للاختيار من بينها اعتمادًا على كمية المياه التي تجري إزالتها من الردغة قبل تصريفها. لا يمكن أن تخلق إزالة الماء نظام تخزين أفضل في بعض الحالات فقط (كالرص الجاف مثلًا)، بل ويمكن أن تساعد أيضًا في استعادة المياه التي تعد مشكلة رئيسية، نتيجةً لتواجد العديد من المناجم في المناطق القاحلة. ذكرت وكالة حماية البيئة الأمريكية في وصف عام 1994 لحواجز مخلفات التعدين، أن طرق نزع المياه من المواد الصلبة أو التربة قد تكون باهظة الثمن إلا في ظروف خاصة.

## اقرأ أيضاً
- تعدين
- كومة ركامية